# Lean Back
Lean Back – nieformalna grupa grająca acid-jazz, funky, soul, pop, blues założona w 1985 r. w Rudzie Śląskiej.

## Historia zespołu
Zespół zaistniał na scenie muzycznej w 1985 r. koncertem bluesowym w Klubie „Pulsar” w Rudzie Śląskiej–Wirku wykonując standardy m.in. B.B. Kinga, Luthera Allisona i Jeffa Becka. Pierwszymi członkami/założycielami grupy byli Ireneusz Kucharczyk, gitarzysta i wokalista, Janusz Frychel, gitarzysta basowy, Zbigniew Szczerbiński, perkusista oraz Tomasz Kupka, pianista.
W 1989 r. zespół zaprezentował oryginalny repertuar jazz-rockowy (m.in. kompozycje „Reiken”, „Jabłko” i „Mój anioł stróż”) biorąc udział w koncercie „Live Rockowy Wieczór” w Rudzie Śląskiej, w nowym składzie z Damianem Jamborem, perkusistą, Wojciechem Feodorów, trębaczem i Jarosławem Leleniem, saksofonistą.
W 1990 r. zespół wziął udział w koncercie w Spodku w Katowicach jako laureat eliminacji do „Rawy Blues Festiwal”.
Lata 90. XX w. przyniosły nowe miejsce prób w Śląskim Teatrze Tańca w Bytomiu, wiele ciekawych kompilacji personalnych, ukształtowanie własnego brzmienia w konwencji acid-jazz, liczne koncerty w klubach oraz dużych imprezach muzycznych m.in. w „Silesia Jazz Festival”, „Neorockowisku” w Łodzi, „Głogowskich Spotkaniach Jazzowych” (przed Ireneuszem Dudkiem), „Jazz w Marchołcie” (w ramach cyklów koncertów wśród takich znamienitości jak Michał Urbaniak i Walk Away, Lora Szafran i New Presentation, Zbigniew Namysłowski, Jarosław Śmietana i Jan Ptaszyn Wróblewski) i Finałach Wielkiej Orkiestry Świątecznej Pomocy. Z tego okresu pochodzą brawurowe adaptacje „Summertime” George’a Gershwina, „Soul Intro – The chicken” Jaco Pastoriusa oraz kompozycje własne, m.in. „For you”, „Młockarnia wuja Fafika” czy też „One more time”. Do zespołu kolejno dołączali Zbigniew Janowski, perkusista, Marian Kowalik, gitarzysta basowy, po nim Maciej Kałwak i następnie Jarosław Kierkowski, gitarzyści basowi, przede wszystkim zaś profesjonaliści z Akademii Muzycznej w Katowicach: Janusz Biedrowski, saksofonista, Jacek Dobrzański, gitarzysta, Robert Zug i Michał Zabrzeński, puzoniści, Krzysztof Nowakowski, perkusista oraz Dariusz Wantuch, pianista. Od 1990 r. zespół nawiązywał regularnie współpracę z wokalistami: Dariuszem Mazurem, Joanną Mróz, Dariuszem Niebudkiem, Patrycją Golą, Aliną Trefon oraz Justyną Gwardecką.
Dekada lat 90. upływała także pod znakiem koncertów i rejestracji radiowych oraz telewizyjnych zespołu na żywo, m.in. w Radio Flash i TV Polonia.
Osobami wspierającymi zespół w jego podróży artystycznej byli Andrzej Matysik, Mirosław Minkina, Piotr Baron oraz Wojciech Zamorski.
W 1999 r. ukazał się nakładem wydawniczym MR jedyny, przekrojowy album długogrający zespołu zatytułowany „10 plus 1”, do nagrania którego przyjęła zaproszenie i zaśpiewała Patrycja Gola i gościnnie wystąpili również Andrzej ‘Papa-Gonzo’ Gąszczyk oraz Małgorzata Orczyk, wokaliści, a także Marek Raduli i Michał Czachowski, gitarzyści. Na płycie, urozmaiconej stylistycznie, znalazły się m.in. utwory z odcieniem soulowym np. „Jej sekret” (Dobrzański, Feodorów, Kupka/Hypki), erotyk „Bardzo...” (Kupka/Feodorów), nietuzinkowa interpretacja „Strawberry fields forever” (Lennon/McCartney), łagodnie swingujący „Chwile z P.” (Kupka, Dobrzański/ Kałwak) oraz finalny „Sewenement” (Dobrzański, Kupka, Feodorów) – kompozycja instrumentalna będąca esencją zespołu.
Po wydaniu w 2000 r. płyty z kolędami „Lean Back Kolędy 2000”, gościnnie wyśpiewanymi przez Justynę Gwardecką, również z udziałem wokalnym dzieci, Elżbiety i Pauliny Kupkównych, Martyny i Jakuba Dobrzańskich, Marty Feodorów i Wojciecha Minkiny, grupa rozwiązała się, a muzyczne drogi członków zespołu rozeszły się w przyjaźni.

## Skład (1985–2000)
- Janusz Biedrowski – saksofon
- Jacek Dobrzański[3] – gitara
- Wojciech Feodorów – trąbka
- Janusz Frychel – gitara basowa
- Damian Jambor – perkusja
- Zbigniew Janowski – perkusja
- Maciej Kałwak – gitara basowa, kontrabas
- Jarosław Kierkowski – gitara basowa
- Marian Kowalik – gitara basowa
- Ireneusz Kucharczyk – gitara, śpiew
- Tomasz Kupka – instrumenty klawiszowe
- Jarosław Leleń – saksofon
- Krzysztof Nowakowski[4] – perkusja
- Zbigniew Szczerbiński – perkusja
- Dariusz Wantuch – instrumenty klawiszowe
- Michał Zabrzeński – puzon
- Robert Zug – puzon

## Dyskografia zespołu
Płyty wydane w składzie: Jacek Dobrzański – gitara, Wojciech Feodorów – trąbka, Michał Zabrzeński – puzon, Krzysztof Nowakowski – perkusja, Jarosław Kierkowski – gitara basowa, Tomasz Kupka – instrumenty klawiszowe:
- „10 + 1” (wydawca – MR), 1999
- „Lean Back Kolędy 2000” (wydawca – MR), 2000

## Wideografia i nagrania radiowe

### Nagrania telewizyjne
- 1991 „Jazzowe promocje” – program III TVP
- 1991 „Silesia Jazz Festival” – program III TVP
- 1995 „100% Live” – program III TVP
- 1995 „Muzyczne penetracje” – program III TVP
- 1997 „Koncert Laureatów Festiwalu „FAMA” – program II TVP
- 1998 „Tam, gdzie biją źródła” – program II TVP, TV Polonia
- 2000 „100% Live” – program III TVP
- 2000 „Dni Rudy Śląskiej” – TV Elsat.

### Nagrania radiowe
- 1993 koncert na żywo w Radiu „Flash”
- 1999 koncert na żywo w Radiu „Flash” promujący płytę „10 + 1”.

## Nagrody i nominacje
- 1988 – laureat Ogólnopolskiego Młodzieżowego Przeglądu Piosenki szczebla makroregionalnego
- 1990 – laureat eliminacji do „Rawy Blues Festival”.

### Nagrody
- 1997 – Wyróżnienie Festiwalu Artystycznego Młodzieży Akademickiej w Świnoujściu.